# Lissi Nebuschka
Marie Luise ‘Lissi’ Nebuschka (* 11. November 1888 in Dresden; † 22. Juli 1966 in Ost-Berlin) war eine deutsche Schauspielerin und Sängerin bei Bühne und Stummfilm.

## Leben
Die Tochter des Opernsängers Franz Nebuschka erhielt von 1908 bis 1910 eine Gesangsausbildung in ihrer Heimatstadt Dresden. Ihr erstes Engagement hatte sie 1910 am Hoftheater von Gera. In der Spielzeit 1911/1912 war Lissi Nebuschka am Stadttheater von Wilhelmshaven tätig. Dort wurde sie vom Kaufmann, Filmverleiher und Produzenten Christoph Mülleneisen senior entdeckt und zum Film geholt. Nebuschka, die zu dieser Zeit einige Bühnenerfolge mit Parodien von Asta Nielsen feiern konnte, wurde daraufhin zielgerichtet zur „deutschen Nielsen“ aufgebaut. Dies ging so weit, dass man sie in ihren Filmen – überwiegend Dramen und Melodramen, seltener Komödien – optisch Asta anzugleichen versuchte.
Bald funktionierte dieses Prinzip der Kopie nicht mehr, und Lissi Nebuschka verschwand noch vor dem Ersten Weltkrieg ebenso schnell aus dem Blickfeld der Kinogänger, wie sie dort zwei Jahre zuvor aufgetaucht war. Auch am Theater wurde sie nur noch sporadisch aktiv; Verpflichtungen führten sie an Provinzbühnen in Tilsit, Stettin, Stargard und Troppau. Nach dem Zweiten Weltkrieg lebte die mit dem Schauspieler Carl Schaum (* 1889) verheiratete und Mutter eines 1924 geborenen Kindes in Dresden und Ostberlin.

## Filmografie
- 1912: Des Meeres und der Liebe Wellen
- 1912: Die Wildkatze
- 1912: Das Komödiantenkind
- 1913: Winterflirt
- 1913: Hexenzauber
- 1913: Der Tod in den Bergen
- 1913: Aus schwerer Zeit
- 1913: Endlich allein